# John Stumpf

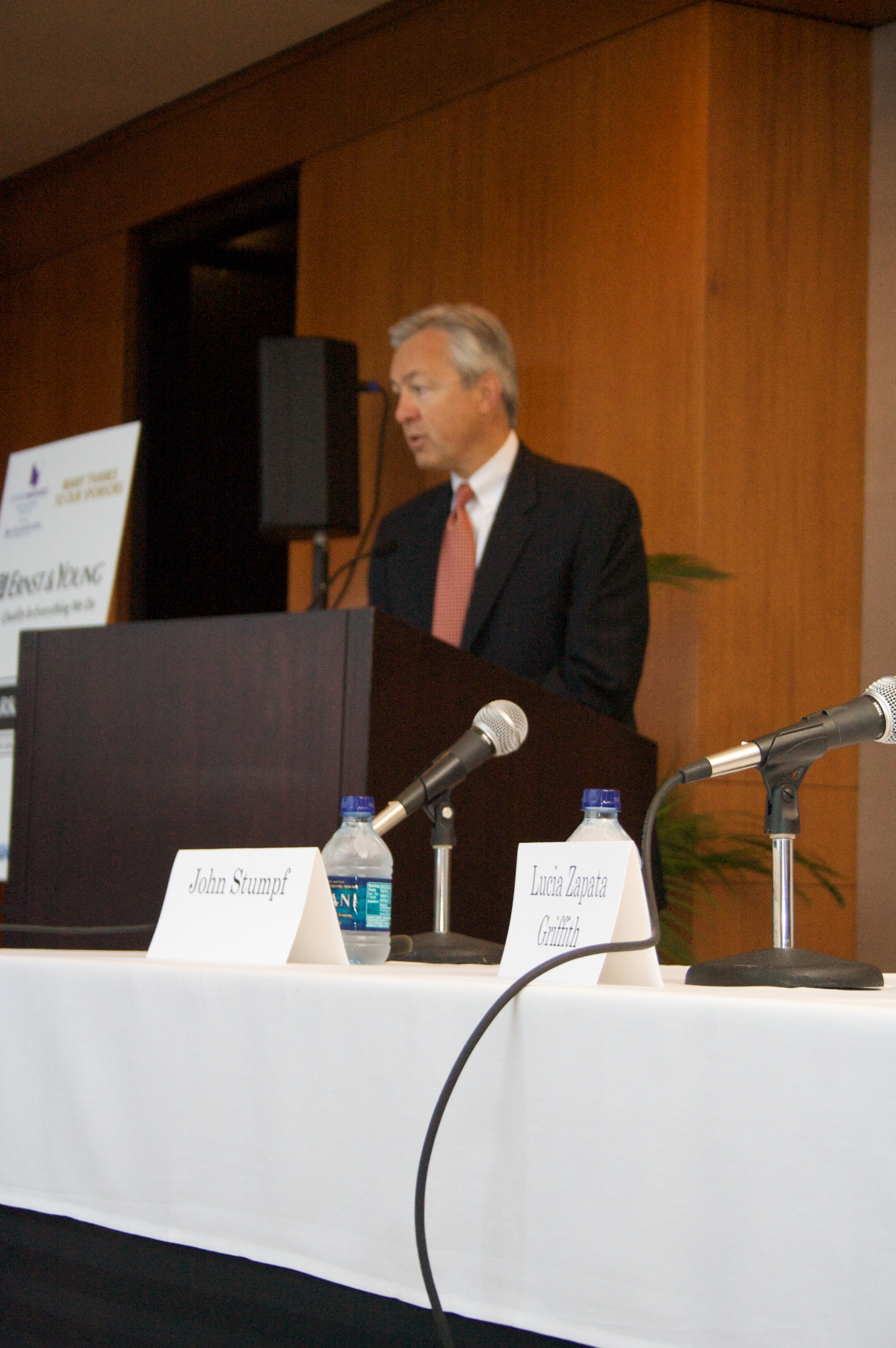
John Stumpf

John Stumpf (* 1953 in Pierz, Minnesota) ist ein US-amerikanischer Bankmanager.

## Leben
Stumpf wuchs mit zehn Geschwistern auf einer Farm in Minnesota auf. Er studierte an der St. Cloud State University und an der University of Minnesota Finanzwissenschaften. Ab 1982 arbeitete er bei der Bank Norwest, die 1998 mit Wells Fargo fusionierte. Stumpf leitete seit 2007 Wells Fargo und war bis 2016 Chief Executive Officer und Chairman der Bank. Er trat am 12. Oktober 2016 im Zusammenhang mit einem Betrugsskandal von seinen Ämtern zurück.